# 长距玉凤花
长距玉凤花（学名：[Habenaria davidii] 错误：{{Lang}}：文本有斜体标记（帮助））为兰科玉凤花属下的一个种。

## 扩展阅读
- 維基物種上的相關：长距玉凤花